# Michele Fiorino
Michele Fiorino (Molfetta, 15 maggio 1912 – Alpi Marittime, 17 giugno 1940) è stato un militare italiano, insignito della medaglia d'oro al valor militare alla memoria nel corso della seconda guerra mondiale.

## Biografia
Nacque a Molfetta, in provincia di Bari, il 15 maggio 1912. Frequentò le scuole elementari presso l'Istituto "Vittorio Emanuele II" a Giovinazzo, e successivamente visse nel convitto "Vito Fornari", dove strinse amicizia con l’insegnante Giuseppe Binetti. Lavorò prima come fattorino e poi come cameriere presso il Seminario Pontificio di Molfetta dove iniziò a studiare il lingua latina e a formarsi da autodidatta diventando insegnante. 
Si arruolò nel Regio Esercito e nel novembre 1935 fu ammesso a frequentare, in qualità di allievo ufficiale di complemento, la Scuola di Bassano del Grappa. Nel marzo 1936 fu nominato aspirante destinato al 56º Reggimento fanteria, dove conseguì la promozione a sottotenente di complemento nel settembre successivo. Posto in congedo nel 1937, l'anno successivo fu richiamato in servizio a domanda, e partì volontario per la Spagna sbarcando a Cadice il 16 agosto. Dopo aver partecipato alle operazioni di guerra con il 1º Reggimento fanteria della 4ª Divisione fanteria "Littorio", rientrò in Italia alla fine di aprile del 1939 e fu posto in congedo. Richiamato ancora in servizio a domanda nel marzo 1940 venne assegnato al 37º Reggimento fanteria della 3ª Divisione fanteria "Ravenna" con il quale, l'11 giugno, entrò in guerra sul fronte occidentale. Il 17 dello stesso mese, durante l'occupazione di quota 1007 di Cima Campbell sulle Alpi Marittime, cadeva in combattimento colpito a morte. La salma veniva ritrovata soltanto il giorno della firma dell'armistizio con la Francia. Fu insignito della medaglia d'oro al valor militare alla memoria.

### Fonti
1. ↑  Gruppo Medaglie d'Oro al Valore Militare 1965, p. 392.
2. 1 2 3 4 5 6 7 8  Combattenti Liberazione.
3. 1 2  Molfetta Live.
4. ↑  quirinale.it
5. ↑  Registrato alla Corte dei conti lì 14 dicembre 1940,  registro 46 guerra, foglio 51.